# Sandbank

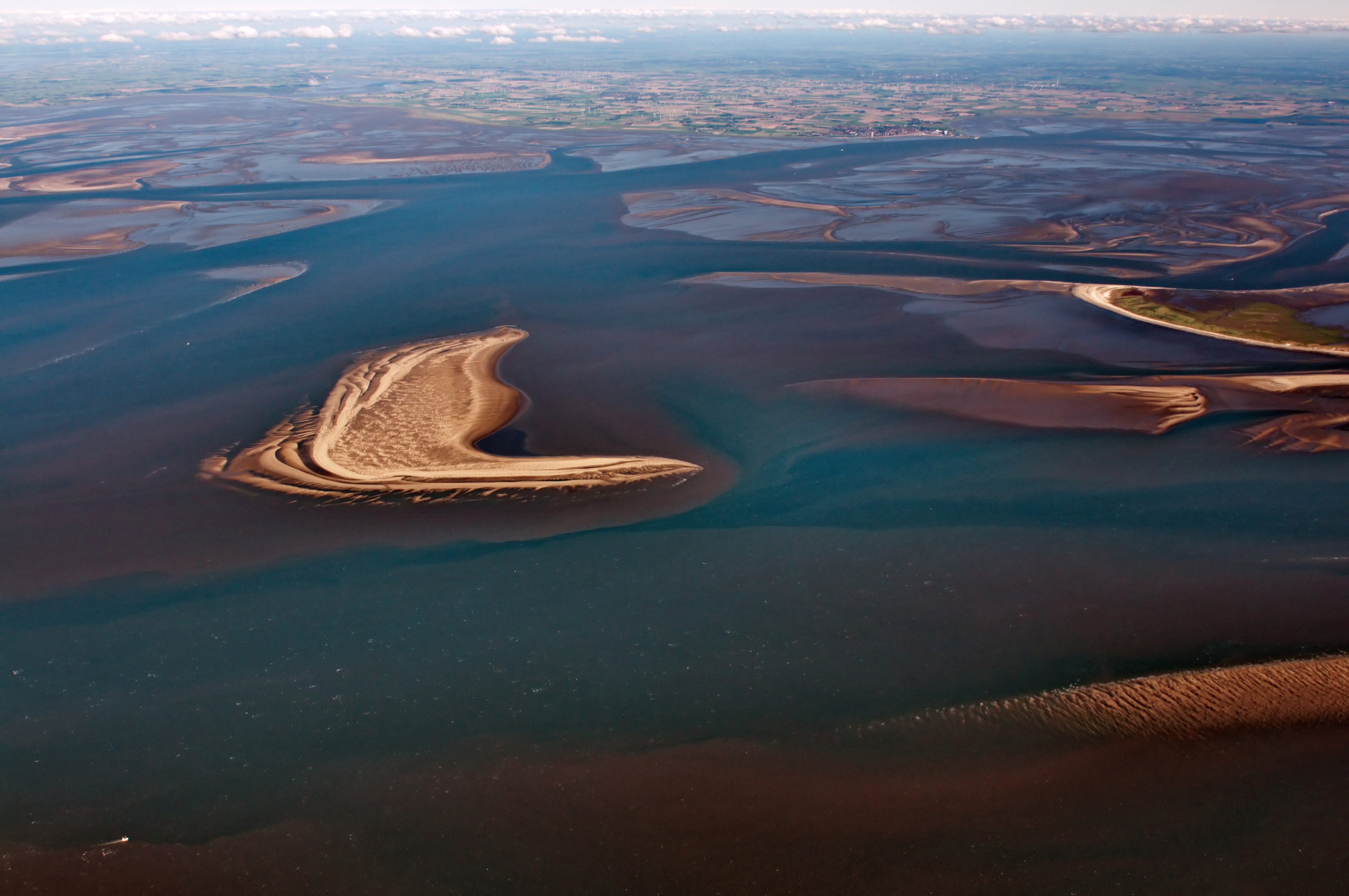
Sandbankarna i Nordfrisiska Vadehavet

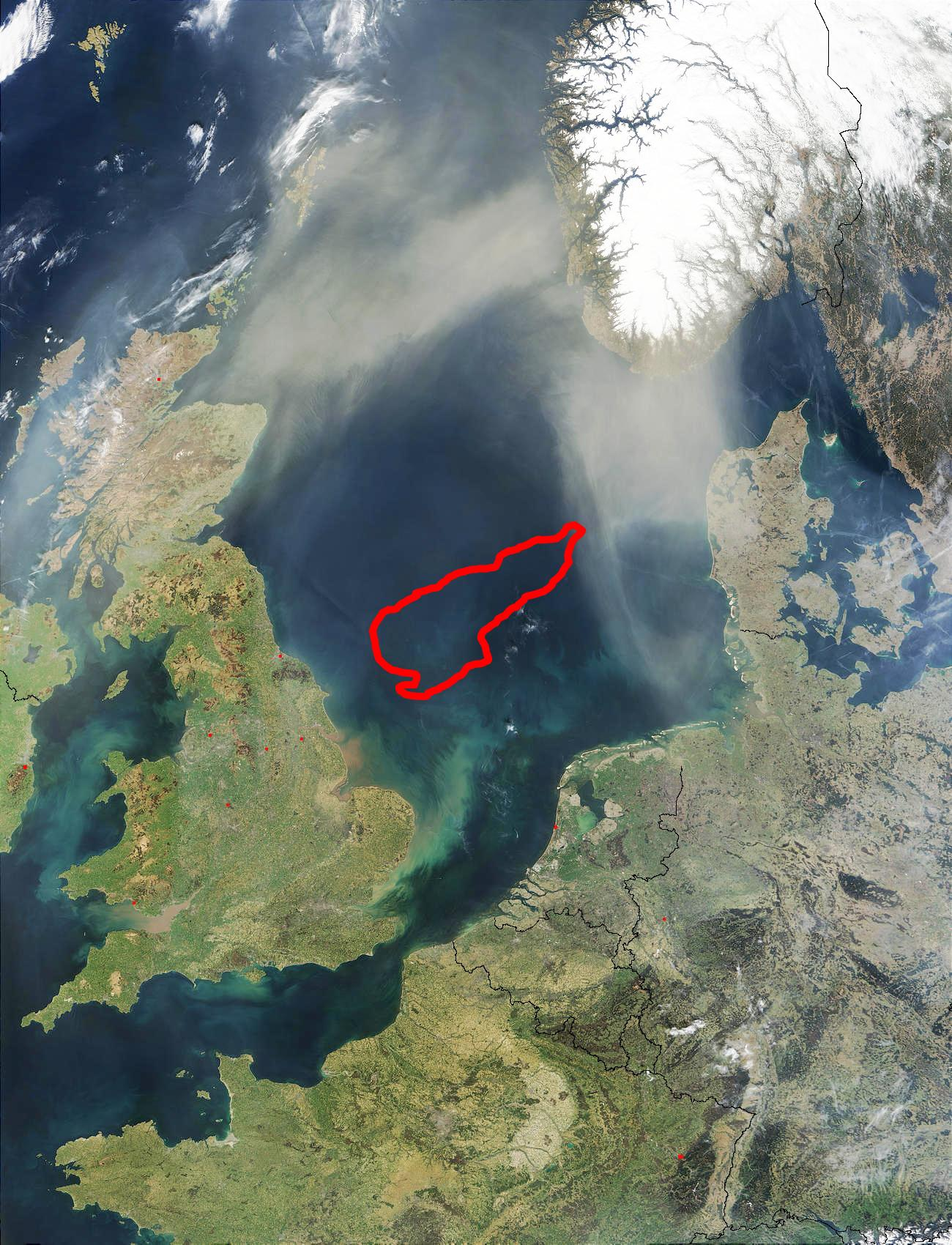
Doggers bankar

Sandbank är en ansamling med sand eller grus, i eller vid ett vattendrag, en sjö eller ett hav. Storleken kan variera från några meter till flera kilometer. På sjökort är sandbankar utmärkta som grund. En fiskebank är ett vidsträckt grund eller sandbank där det sker omfattande fiske. Betydelsefulla fiskebankar finns i Nordsjön, som Doggers bankar, Stora Fiskebanken och Lilla Fiskebanken, och utanför Newfoundland.